# Hüttengrund (Marienberg)
Hüttengrund ist ein Gemeindeteil der sächsischen Stadt Marienberg im Erzgebirgskreis.

## Geografie
Hüttengrund liegt etwa 2 Kilometer östlich des Stadtzentrums von Marienberg im mittleren Erzgebirge. Die lose Häuserreihe erstreckt sich längs des Schlettenbachs zwischen der Einmündung des Lautenbachs im Westen und der Mündung des Schlettenbachs in die Rote Pockau im Osten.
Nachbarorte von Hüttengrund sind Lauterbach und Niederlauterstein im Norden bzw. Nordosten, Rittersberg im Osten, Pobershau im Südosten, Gebirge im Süden, Dörfel im Südwesten und Marienberg im Westen.

## Geschichte

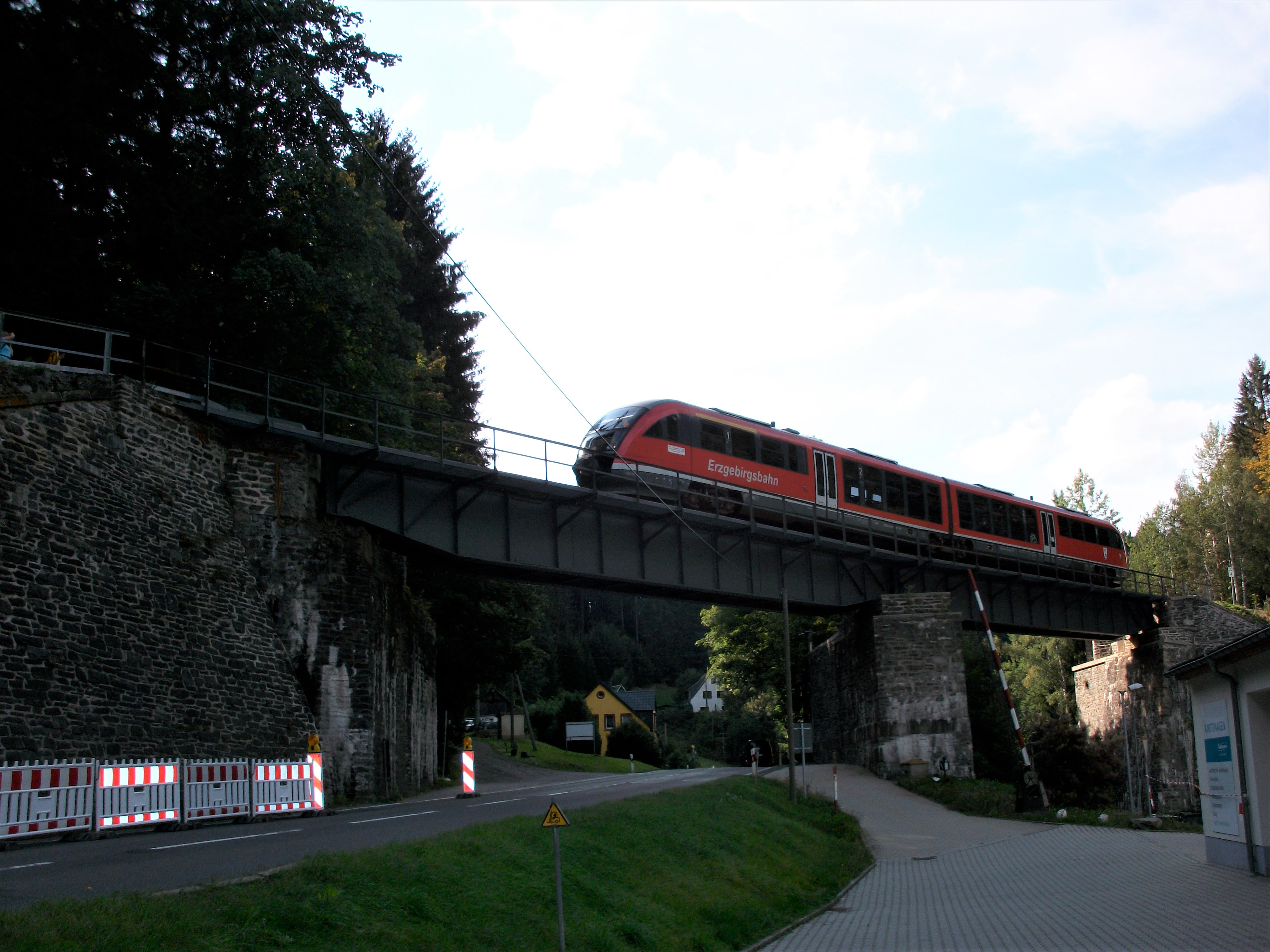
Eisenbahnüberführung Schlettenbachtal (Hüttengrund) mit Sonderzug Erzgebirgsbahn (2019)

Am 17. Juli 1519 machte Clemens Schiffel die ersten Silberfunde im Tal des Schlettenbaches. Am 11. Mai des folgenden Jahres verlieh man ihm die Grube „St. Fabian Sebastian mitsamt dem Erbstolln“. In der Folge setzten weitere bergbauliche Erschließungen der Umgegend ein und verursachten einen großen Zustrom von Bergleuten. Dieser Umstand veranlasste Herzog Heinrich den Frommen 1521 zur Gründung der Bergstadt Marienberg.
In Hüttengrund hatten früher zwei Schmelzhütten ihren Standort. Die Ober Hütt (Obere Hütte) wurde 1523 errichtet und lag unweit der Einmündung des Lauten- in den Schlettenbach. 1632 wurde sie im Dreißigjährigen Krieg niedergebrannt. Bereits 1538 errichtete man aufgrund der hohen Silberausbeute im Marienberger Revier eine weitere untere Silberschmelzhütte. 1677 wurde in dieser ein Hochofen für die Entsilberung in Betrieb genommen. 1680 entstand zudem eine Zinnschmelzhütte. Mit Gründung der Generalschmelzadministration wurden nach 1710 wurden alle Reicherze ins Freiberger Bergrevier verfrachtet und die Hütte durfte nur noch silberarme Erze schmelzen. Das letzte Silberbergwerk im Marienberger Revier stellte 1899 seinen Betrieb ein.
Hüttengrund gehörte bis 1856 zum Amt Wolkenstein. Für 1875 werden 113 Einwohner für den Niederen und Oberen Hüttengrund angeführt. Seit 1996 ist Hüttengrund ein Gemeindeteil der Stadt Marienberg, zuvor war es Ortsteil.
Ein lokales Unwetter am 5. Juli 1999 mit bis zu 160 l/m² Niederschlag in der unmittelbaren Umgebung von Marienberg  ließ den Schlettenbach innerhalb kürzester Zeit zu einem reißenden Strom anschwellen. Die abfließenden Wassermassen verursachten in Hüttengrund immense Zerstörungen an Privat- und gewerblichem Eigentum sowie der hier verlaufenden Bahnstrecke Reitzenhain–Flöha und der Bundesstraße 171.
In Hüttengrund ist die „Auhagen GmbH“ ansässig, deren Vorgängerunternehmen hier 1885 mit einer Pappenfabrik gegründet wurde.

## Persönlichkeiten aus Hüttengrund
- Christian Gottlob Lorenz (* 25. Januar 1804 in Hüttengrund; † 31. Juli 1873 in Grimma), war Pädagoge, Historiker und Verfasser der ersten Chronik der Stadt Grimma.